# Instituto Valencia de Don Juan
Instituto Valencia de Don Juan - prywatna instytucja zajmująca się kolekcjonowaniem sztuki, mająca swoją siedzibę w Madrycie, w Hiszpanii. W 1981 roku budynek w którym znajduje się muzeum wpisany został na listę Bien de Interés Cultural.
Instytut został założony przez Adelaide Crooke y Guzman i jej męża Guillermo Joaquin, w 1916 roku na cześć jej ojca hrabiego Don Juana. Joaquin był księciem Osmy, politykiem i archeologiem. Instytut miał sprawować pieczę nad zbiorami ojca: monetami, manuskryptami i wyrobami ze srebra. Kolekcja była powiększana również przez samych założycieli. W
Obecnie w instytucie znajduje się biblioteka, archiwa i muzeum historyczne. Instytut jest właścicielem jednego z obrazów El Greca Alegoria zakonu kamedułów.